# ایزدبورا
ایزدبورا (انگلیسی: Issake Dabore؛ زادهٔ ۱۹۴۰) بوکسور اهل نیجر است.
وی در مسابقات کشوری و بین‌المللی در مجموع برندهٔ ۲ مدال نقره، ۱ مدال برنز شده‌است.